# Polygonatum biflorum
Polygonatum biflorum är en sparrisväxtart som först beskrevs av Thomas Walter, och fick sitt nu gällande namn av Stephen Elliott. Polygonatum biflorum ingår i släktet ramsar, och familjen sparrisväxter. Inga underarter finns listade i Catalogue of Life.

## Bildgalleri

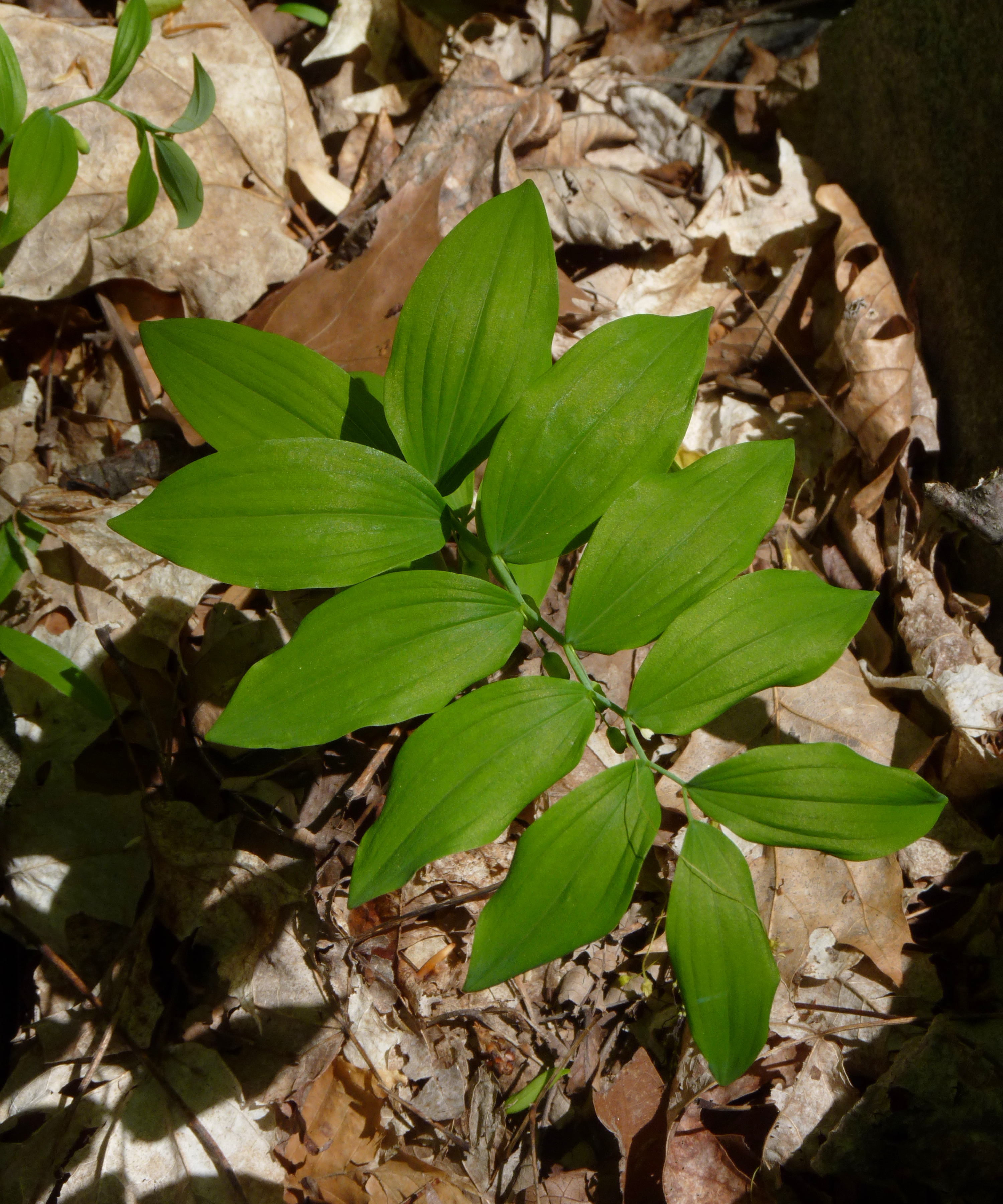
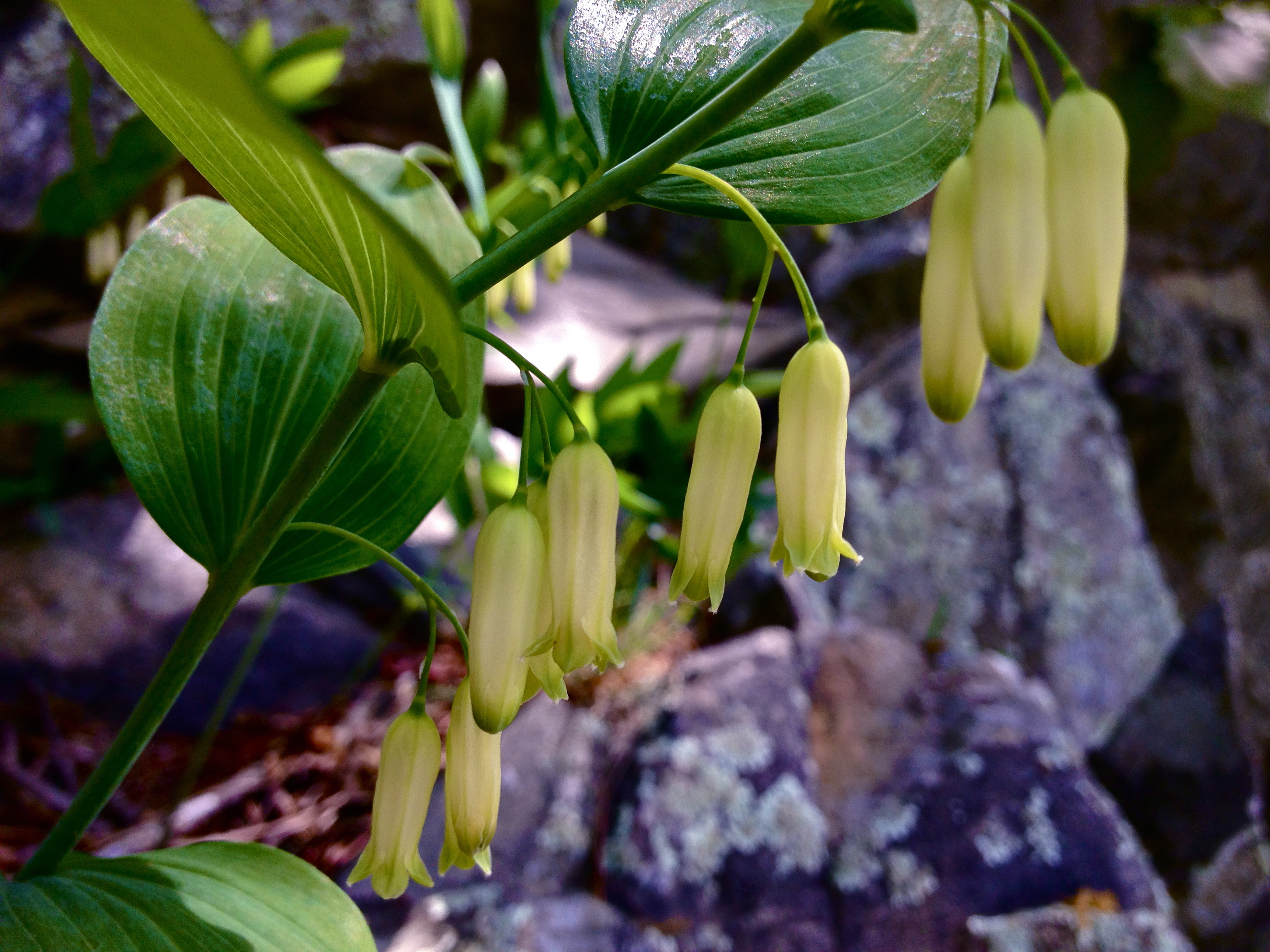
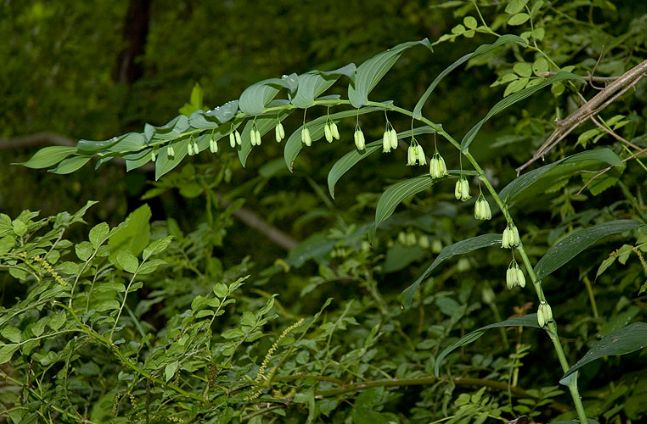
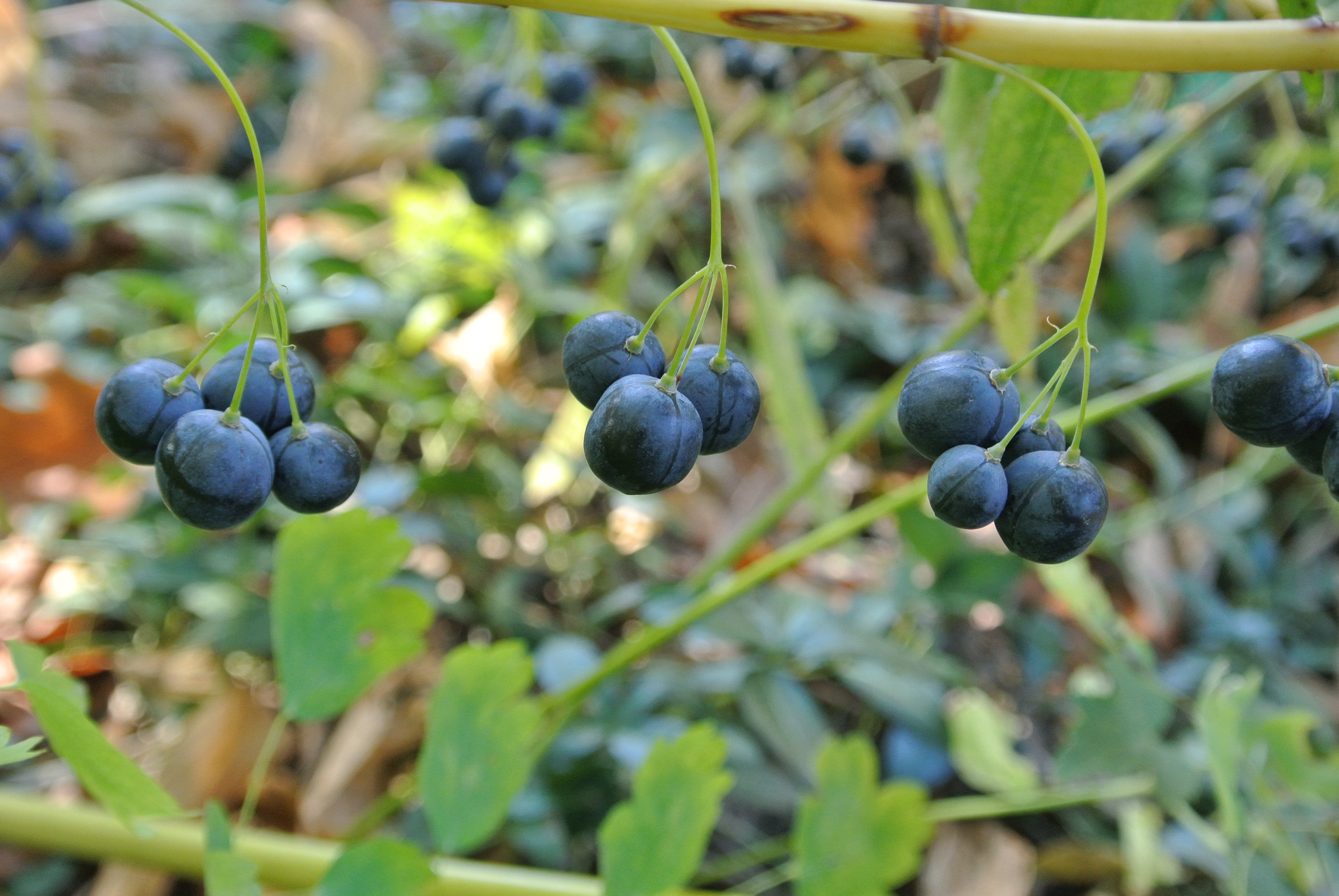